# Connie Mack III
Connie Mack III, właśc. Cornelius Alexander McGillicuddy III (ur. 29 października 1940) – amerykański polityk, działacz Partii Republikańskiej. W latach 1989–2001 Senator Stanów Zjednoczonych z Florydy. W latach 1983–1989 zasiadał w Izbie Reprezentantów.